# Just One More
Just One More is het vierde studioalbum van de Amerikaanse ska-punkband Mad Caddies. Het album werd uitgegeven op 11 maart 2003 door Fat Wreck Chords en was het eerste album van de band dat ook in gekleurd vinyl (namelijk blauw) werd uitgegeven. Hoewel de stijl van de band op het album nog steeds naar ska en punk neigt, flirt Mad Caddies ook met andere genres zoals reggae en polka.

## Nummers
Tracks 4, 6-10, 13, en 15 zijn opgenomen bij Orange Whip Studios geproduceerd door Angus Cooke en Mark Casselman. Tracks 1-3, 5, 11-12, en 14 zijn opgenomen in Motor Studios en geproduceerd door Ryan Greene.
1. "Drinking For 11" - 3:55
2. "Contraband" - 1:19
3. "Villains" - 2:14
4. "Silence" - 2:49
5. "Just One More" - 3:26
6. "Day By Day" - 2:47
7. "Leavin" - 2:59
8. "Rockupation" - 3:04
9. "Last Breath" - 3:21
10. "Spare Change?" - 3:09
11. "Riot" - 2:28
12. "10 West" - 3:05
13. "Good Intentions" - 3:04
14. "Wet Dog" - 3:09
15. "Game Show" - 3:19

## Band
- Mark Iversen - basgitaar
- Brian Flenniken - drums
- Sascha Lazor - gitaar, banjo
- Eduardo Hernandez - trombone
- Keith Douglas - trompet, achtergrondzang
- Chuck Robertson - zang